# Café Luleå
Café Luleå var ett kaféprogram i SVT i flera omgångar under perioden 1 februari 1988-13 september 1996. Programmet är mest ihågkommet för de tillfällen då sierskan Saida Andersson medverkade och hjälpte tittarna hitta förlorade ting. Bland programledarna märktes Anna Azcárate och Maud Adams.